# Xã Groveland, Quận Spink, South Dakota
Xã Groveland (tiếng Anh: Groveland Township) là một xã thuộc quận Spink, tiểu bang Nam Dakota, Hoa Kỳ. Năm 2010, dân số của xã này là 42 người.